# Cyrtandra trichocalyx
Cyrtandra trichocalyx är en tvåhjärtbladig växtart som beskrevs av Margaret Clark Gillett. Cyrtandra trichocalyx ingår i släktet Cyrtandra och familjen Gesneriaceae. Inga underarter finns listade i Catalogue of Life.